# Vagiz Chidijatullin
Vagiz Nazirovitj Chidijatullin (ryska: Вагиз Назирович Хидиятүллин), född 3 mars 1959 i Perm kraj, Ryska SFSR, Sovjetunionen, är en sovjetisk fotbollsspelare.
Han tog OS-brons i fotbollsturneringen vid de olympiska sommarspelen 1980 i Moskva.

### Fotnoter
1. ↑  ”Football at the 1980 Moskva Summer Games: Men's Football”. Sports-reference.com. Arkiverad från originalet den 6 oktober 2014. https://web.archive.org/web/20141006131506/http://www.sports-reference.com/olympics/summer/1980/FTB/mens-football.html. Läst 10 april 2016.